# Wasserrettungsstation

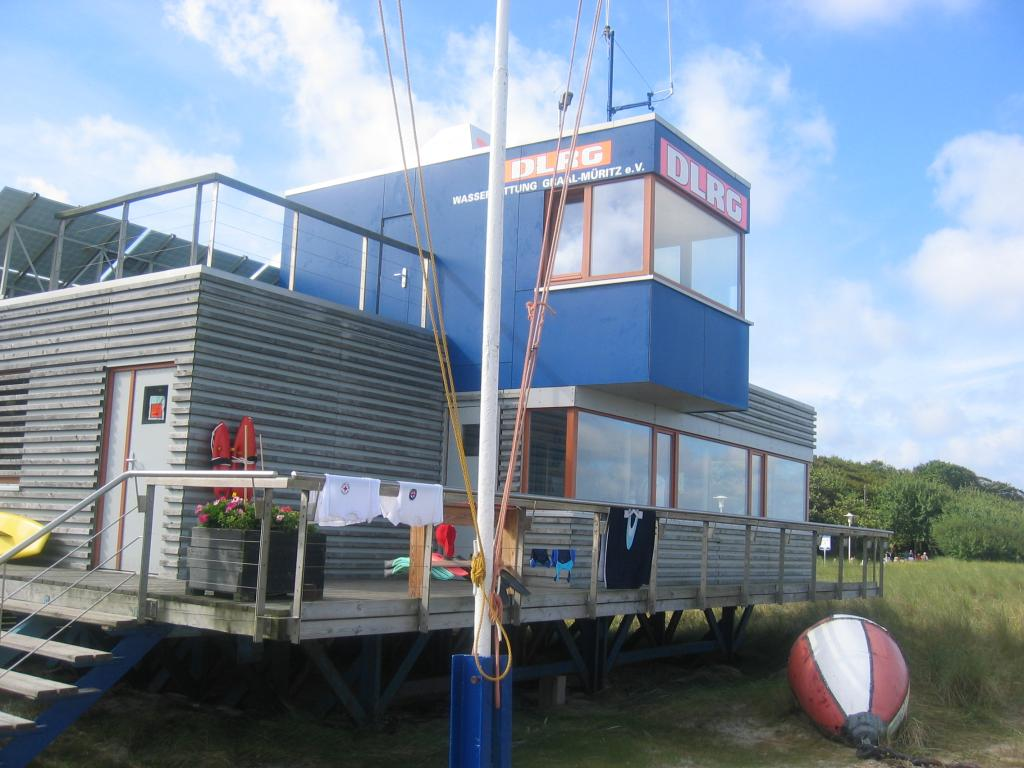
Wasserrettungsstation der DLRG am Strand von Graal-Müritz

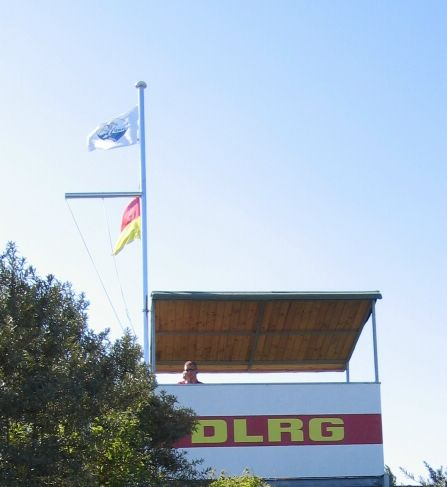
Wasserrettungsstation im Dienst

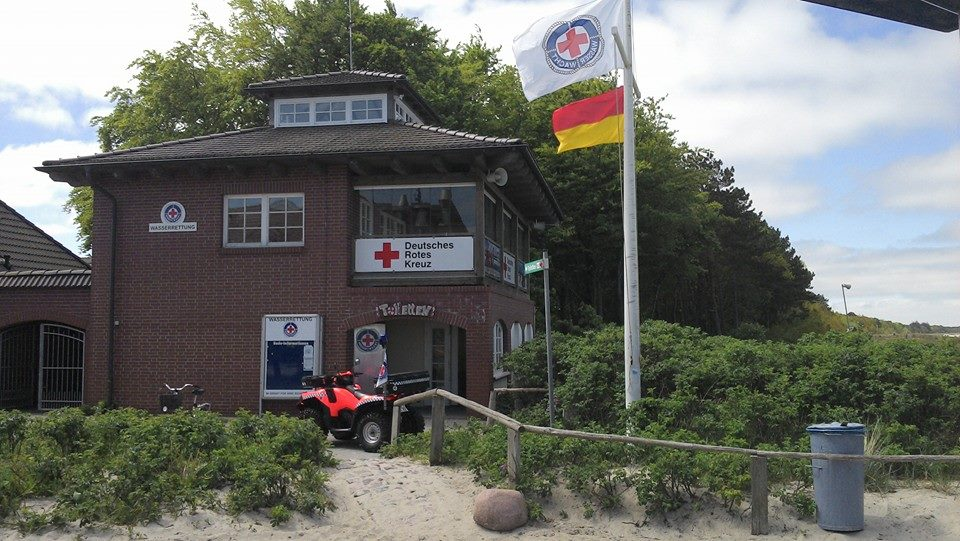
Hauptturm der DRK-Wasserwacht in Zingst

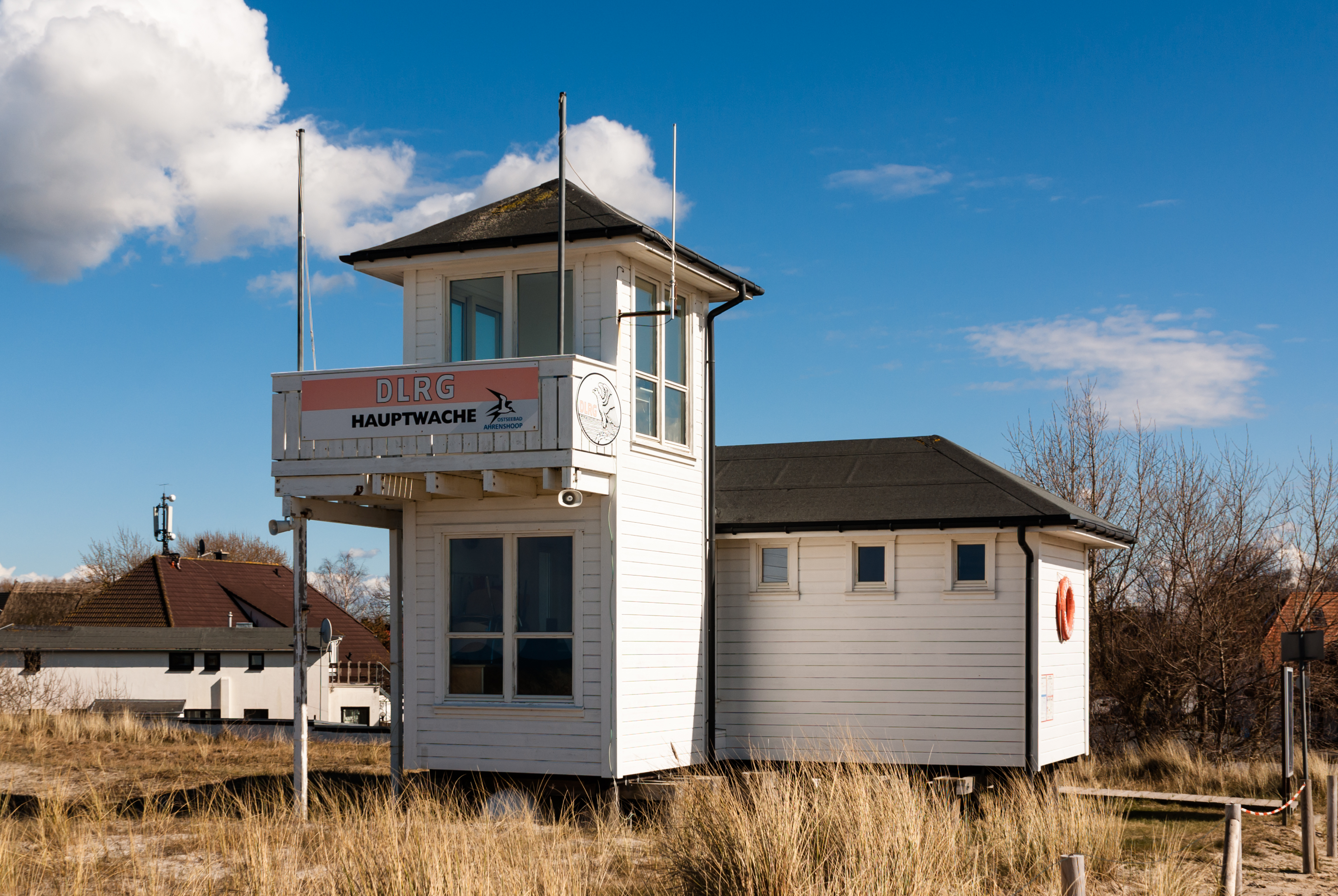
Hauptwache der DLRG in Ahrenshoop

Eine Wasserrettungsstation, auch Rettungswachstation genannt, ist eine Einrichtung einer im Wasserrettungsdienst tätigen Organisation, wie der Deutschen Lebens-Rettungs-Gesellschaft (DLRG), des Arbeiter-Samariter-Bundes (ASB) oder der Wasserwacht. Die Station steht in der Nähe von zu bewachenden Gewässern und dient den Einsatzkräften der betreibenden Organisation als Aufenthaltsort, Zentrale und Wache. Es gibt Wasserrettungsstationen in vielen unterschiedlichen Ausführungen, einmal die großen, gut ausgebauten Wachen an den Küsten von Nord- und Ostsee und an größeren Flüssen oder Seen, aber auch Wachen, die nur aus einem Wohnwagen oder einer Hütte bestehen. Diese stehen meist an kleineren Binnengewässern.

## Aufgaben
Eine Wasserrettungsstation ist stets für die Überwachung des Gewässers in ihrem Zuständigkeitsbereich zuständig. In Notfällen ist Erste und allgemeine Hilfe (z. B. Rettungen, allgemeine Hilfe für Wassersportler und Bergung) zu leisten. Der Zuständigkeitsbereich der Station ist meist ein Badesee oder ein Fluss- oder Strandabschnitt von 100 m bis zu 20 km Länge.
Handelt es sich um eine größere Station mit bis zu 40 Einsatzkräften und angegliederten Türmen, ist die Koordination des Dienstbetriebes in dem Überwachungsgebiet eine weitere wichtige Aufgabe.
Dazu gehört, dass von der Station aus die Einsatzkräfte im ganzen Wachgebiet auf die verschiedenen Positionen (Wachtürme, Boote, Streife) eingeteilt und z. B. Motorrettungsboote und Taucher in den Einsatz geschickt werden. Außerdem ist die Station bei Problemen und Fragen immer die Hauptanlaufstelle für die Einsatzkräfte im Wasserrettungsdienst und überwacht und lenkt alle Funkgespräche (Sternfunk) der Einsatzkräfte im Wasserrettungsdienst in ihrem Bereich.
Von der Wasserrettungsstation werden im Einsatzfall auch Polizei, Rettungsdienst und andere benötigte Einsatzkräfte verständigt. Daneben wird die gesamte Dokumentation des Dienstbetriebes durchgeführt (z. B. Boots- und Funktagebuch, Einsatzberichte). Bei schlechter Wetterlage können nicht benötigte Einsatzkräfte in der Station fortgebildet werden.

## Ausstattung und Lage

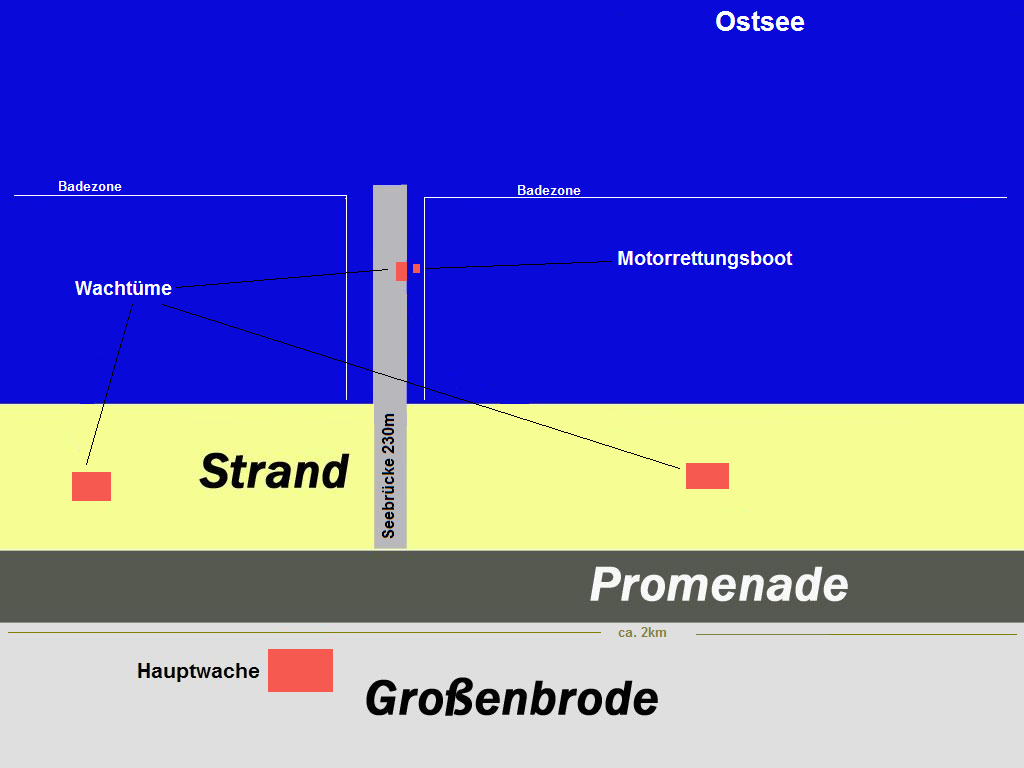
Schema eines Wachgebietes (DLRG Wasserrettungsstation: Großenbrode)

Die Ausstattung von Wasserrettungsstationen ist bundesweit sehr unterschiedlich. Sie richtet sich nach den lokalen Gegebenheiten und den zur Verfügung stehenden finanziellen Mitteln.
Bei den finanziellen Mitteln einer Wasserrettungsstation spielen vor allem die Größe und Erfordernisse des Einsatzgebietes eine Rolle. Je größer oder anspruchsvoller das zu überwachende Gebiet ist, desto mehr Material und somit Geld benötigt die Station. Wichtig dabei sind die gesetzlichen Vorgaben (z. B. Badestättenverordnung, Satzung), da diese, wie z. B. in Schleswig-Holstein, eine Mindestausstattung vorschreiben. Ein weiterer wichtiger Faktor sind die eigenen finanziellen Mittel, also Spenden der Organisation, die die Station betreibt. Häufig bekommen die Organisationen oder Gliederungen vor Ort auch Zuschüsse im Rahmen von Landesrettungsgesetzen und/oder Landeskatastrophenschutzgesetzen sowie Zuschüsse durch die öffentliche Hand (z. B. Fördervereine, Spenden). Diese sehr unterschiedliche Verteilung von finanziellen Mitteln führt dazu, dass es einerseits sehr gut ausgebaute, moderne Stationen gibt und andererseits sehr alte Stationen, die nur aus einer Hütte, einem Baucontainer oder Wohnwagen etc. bestehen.
Neben der Ausstattung ist auch die Lage der Station wichtig. Damit die Rettungsschwimmer einen guten Überblick haben, liegt die Station meist dicht an dem Gewässer, für dessen Bewachung sie zuständig ist. Sind der Station bei einem großen Wachgebiet verschiedene Wachtürme angegliedert, steht die Station häufig in der Mitte, um alle Einheiten schnell unterstützen zu können. Für die weitere Versorgung der Verunfallten ist es notwendig, dass die Station gut mit Rettungsfahrzeugen bzw. bei schweren Verletzungen sogar per Hubschrauber zu erreichen ist.

### Minimale Ausstattung
Für den reibungslosen Betrieb einer Wasserrettungsstation muss eine Station mit stationären Betriebsfunkgeräten und Handfunkgeräten ausgestattet sein, um mit allen Einheiten im Wachgebiet kommunizieren und Einsätze koordinieren zu können. Je nach Anforderungsprofil sind BOS-Funkgeräte nötig, um sich direkt mit einem Krankenwagen oder der Rettungsleitstelle zu verständigen. In bestimmten Wachgebieten sind auch Binnenschifffahrts- und Seefunkgeräte nötig, um mit Schiffen (z. B. DGzRS) Informationen auszutauschen. Bei festen Stationen muss eine Sondergenehmigung vorliegen.
Weiterhin ist ein Radio für den Wetterbericht und Warnungen nötig, damit die Rettungsschwimmer rechtzeitig wissen, ob sie sich zum Beispiel auf schwere See oder ein Gewitter einstellen müssen. Ein Telefon, um Notrufe abzusetzen ist elementar. Ferngläser werden benötigt, damit die Rettungsschwimmer das Wasser und das Geschehen weit von der Station entfernt beobachten können.
Um die Einsätze und das Geschehen im Wachgebiet später nachvollziehen zu können, muss eine Wasserrettungsstation verschiedene Formulare wie Dienst- und Einsatzberichte (z. B. Funktagebuch) führen und ausfüllen.
Für den Einsatzfall werden weiterhin Erste Hilfe Ausrüstung, Rettungsgeräte, Wasserrettungsmittel, Boote und Fahrzeuge (je nach Wachgebiet) benötigt.

### Zusätzliche Ausstattung
Je nach Ausbildung des Personals kann auch noch erweitertes Material vorliegen, zum Beispiel ein Notfallkoffer, eine Vakuummatratze oder ein Automatisierter Externer Defibrillator (AED).
Laut GUV-Regel 2101 muss ein Hilfeleistungsunternehmen bei Einsatz von Tauchern zusätzlich auch die Möglichkeit einer Beatmung mit Sauerstoff bereitstellen.

### Rettungsgeräte

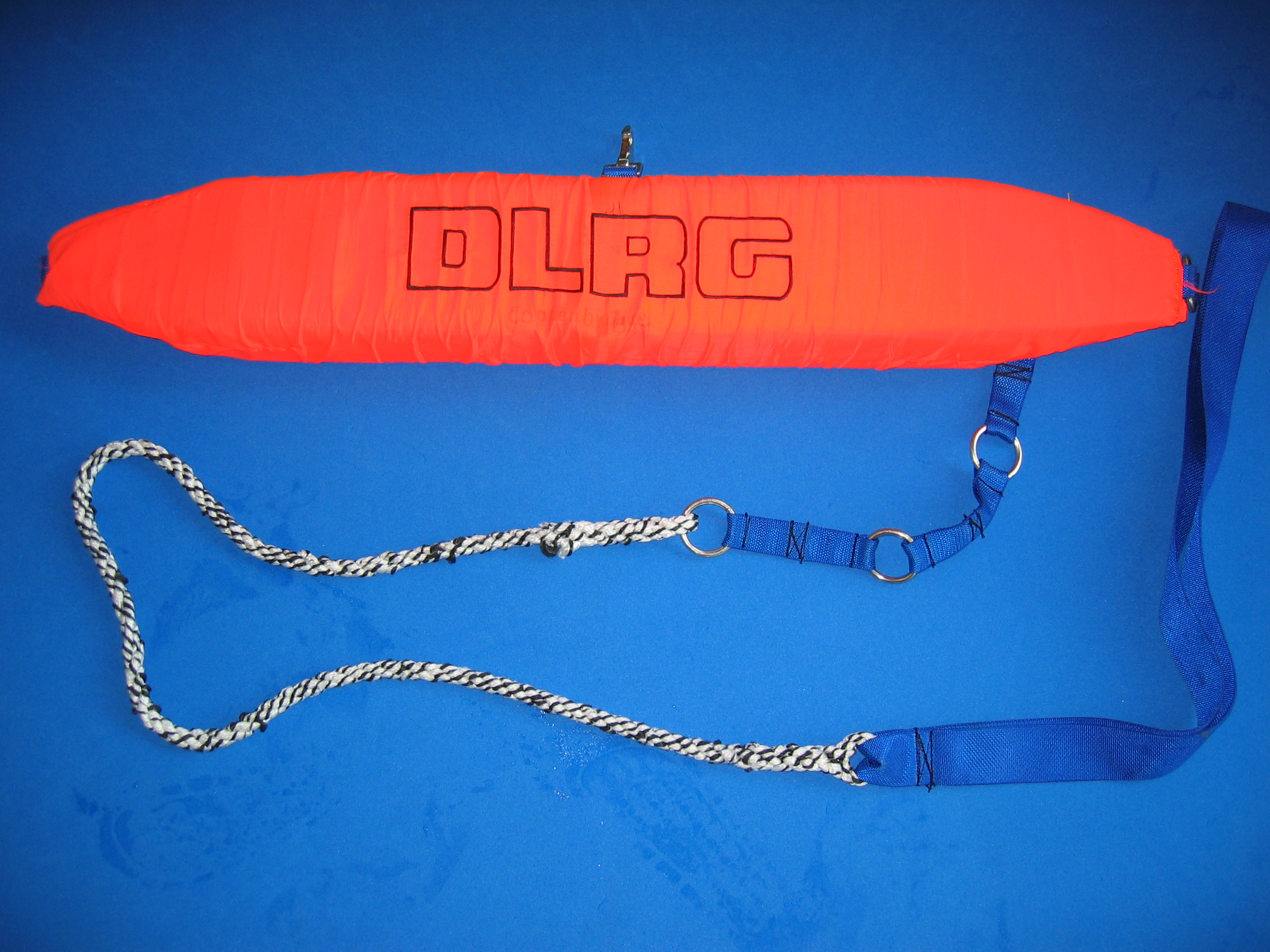
Ein Beispiel für ein Rettungsgerät – der Gurtretter

Auf der Station und den Wachtürmen gibt es meistens zum Schutz der Rettungsschwimmer bei Einsätzen im Wasser verschiedene Rettungsgeräte. Im Idealfall kennen alle Rettungsschwimmer, die auf der Station im Einsatz sind, die Aufbewahrungsorte und den Umgang mit den aufgelisteten Rettungsgeräten.
Meist besitzt eine Wasserrettungsstation eines oder mehrere dieser Geräte, so dass die Rettungsschwimmer für jeden Einsatztyp das Richtige auswählen können.
- Rettungsboje
- Gurtretter
- Rettungsleine
- Rettungswurfleine
- Rettungsbrett
- Rettungsball
- Rettungsring

Außerdem sollte jeder Rettungsschwimmer seine ABC-Ausrüstung (Maske, Schnorchel, Flossen) dabei und einsatzbereit haben, um noch effektiver Hilfe leisten zu können.
Viele Rettungsschwimmer besitzen auch Neoprenanzüge, um z. B. bei einer Suche im Wasser auch längere Zeiten ohne Unterkühlung aushalten oder um in verschmutztem Wasser (z. B. Blaualgen) schwimmen zu können.

### Einsatzfahrzeuge

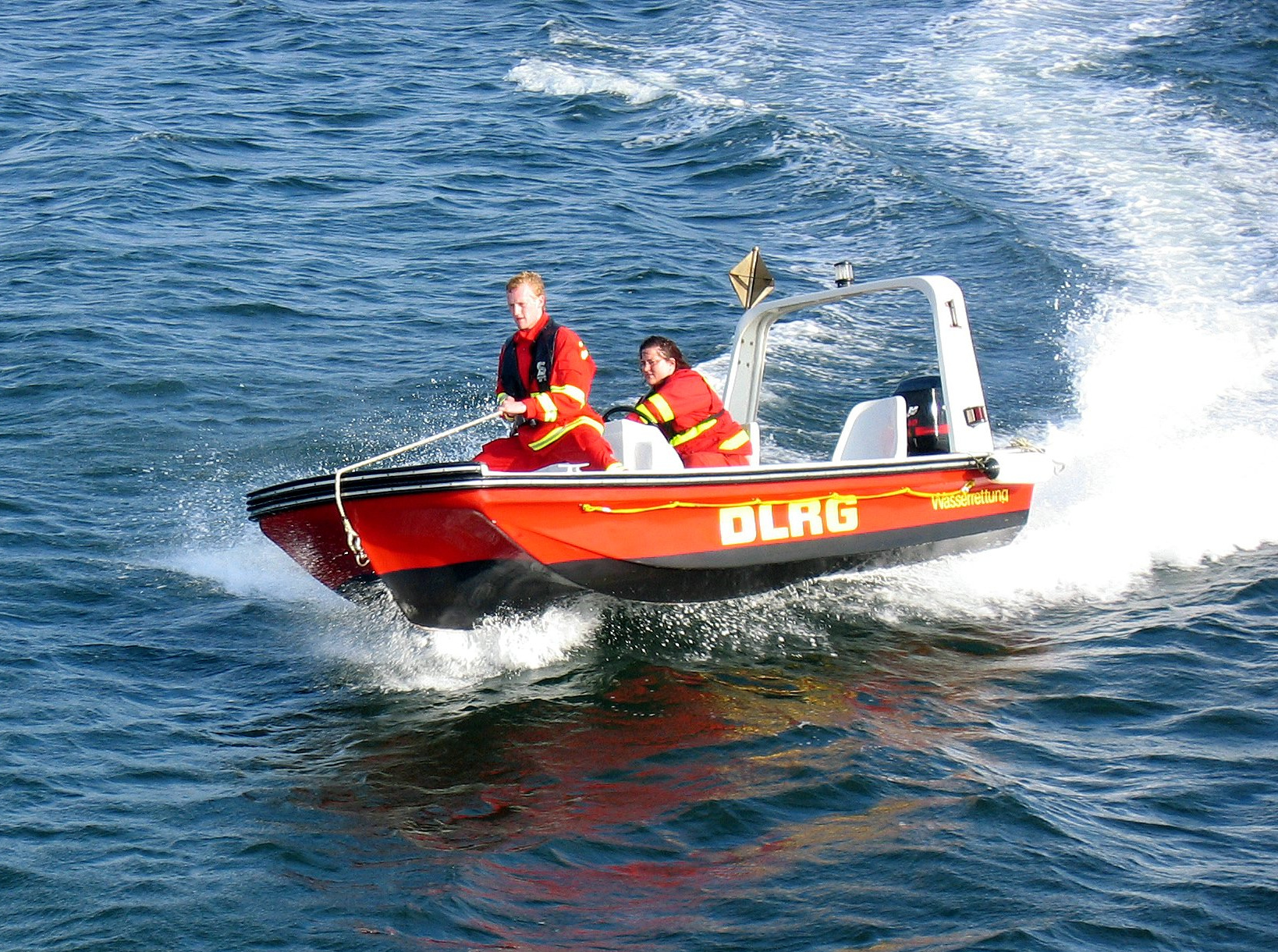
Motorrettungsboot der DLRG

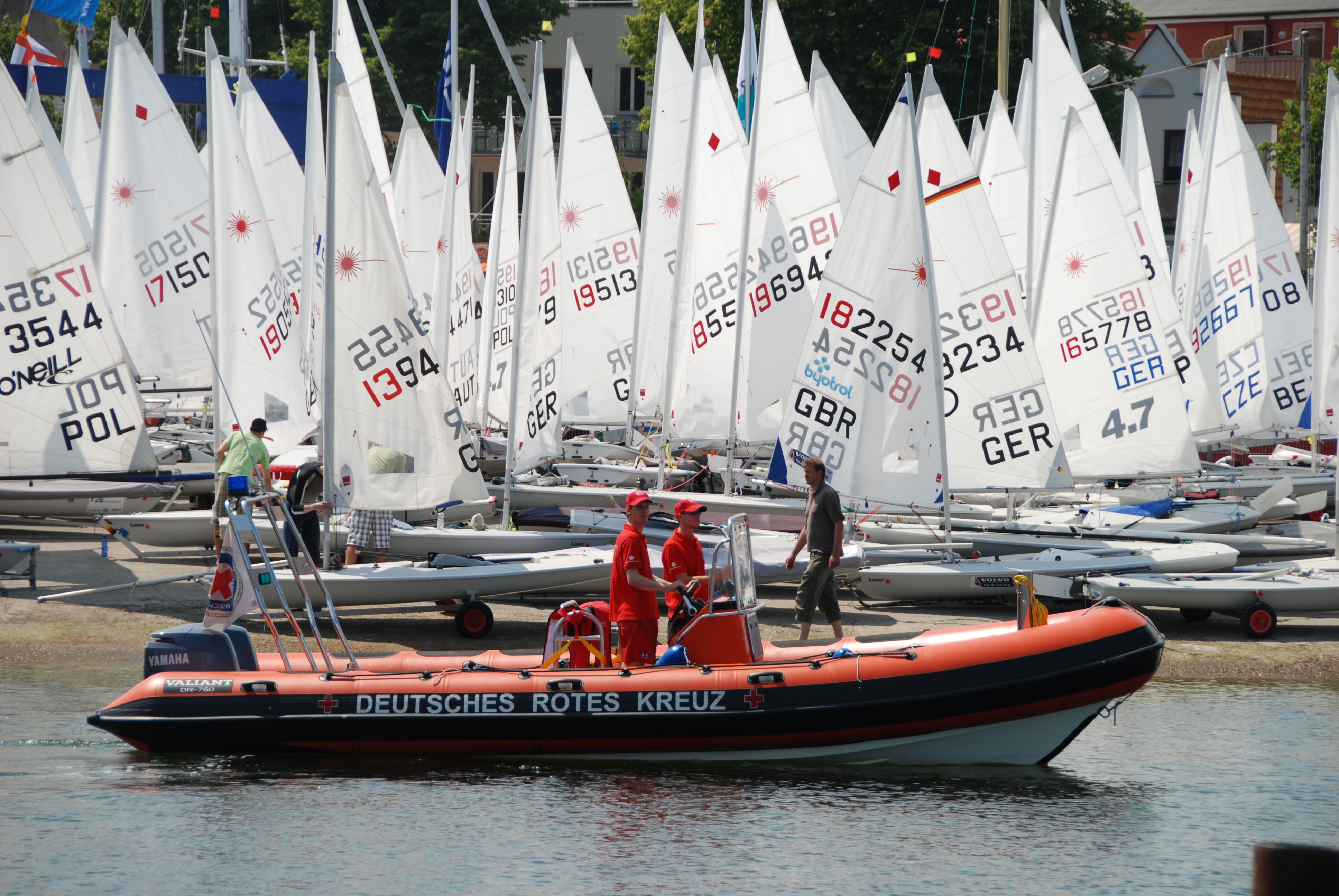
Rettungsboot der DRK-Wasserwacht

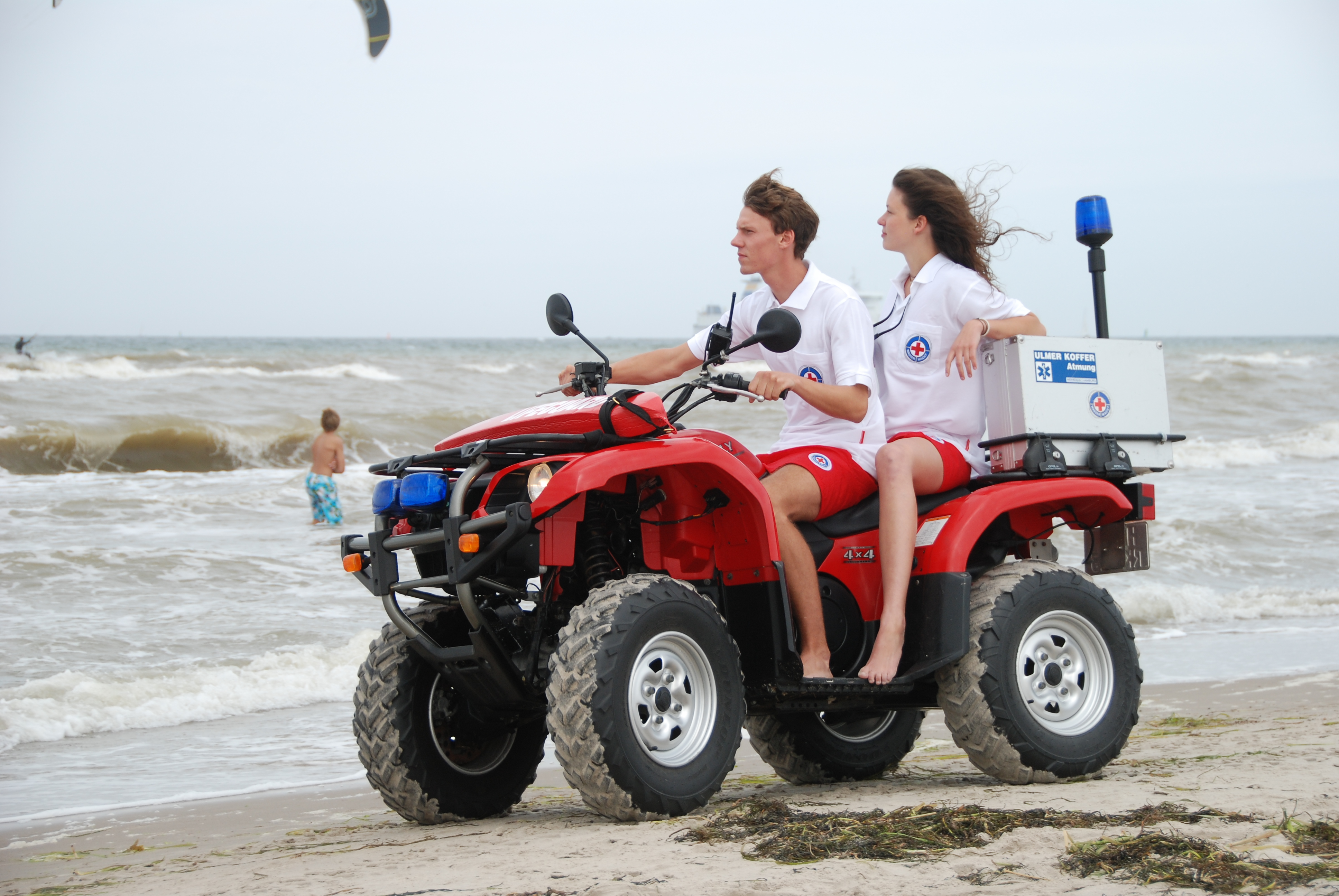
Einsatzfahrzeug der DRK-Wasserwacht

Zusätzlich zu den genannten Rettungsgeräten kann eine Wasserrettungsstation auch mit Booten oder Fahrzeugen ausgestattet sein.
Viele Wasserrettungsstationen besitzen ein oder mehrere Rettungsboote mit Motor und ohne Motor, um schnell und mit geringer Eigengefährdung der Rettungsschwimmer hinaus auf das Gewässer zum Verunfallten zu gelangen und diesen noch auf dem Wasser versorgen zu können.
An manchen Stationen ist auch ein Rettungs-Jetski mit Verletztenschlitten vorhanden. Dieser erfüllt denselben Zweck wie die Rettungsboote, ist meistens aber noch schneller.
Ist eine Wasserrettungsstation für ein größeres Wachgebiet zuständig, kann sie mit Einsatzkraftfahrzeugen für verschiedene Zwecke ausgerüstet sein.
Bei Stationen mit großen Entfernungen zwischen den Wachtürmen gibt es oft Einsatzfahrräder, damit die Rettungsschwimmer sich gegenseitig schnell unterstützen oder zügig zu einem Verunfallten gelangen können.

## Aufbau

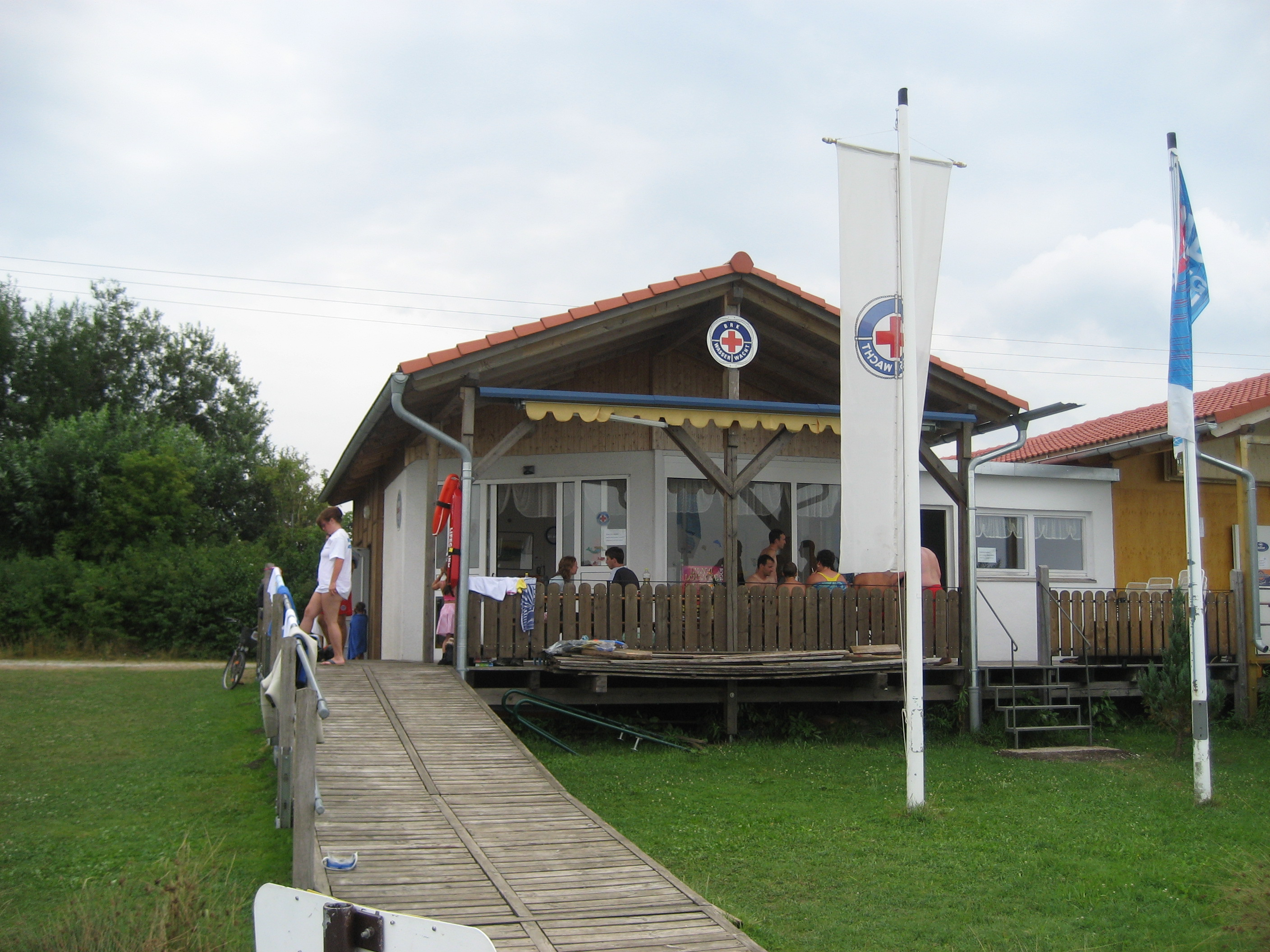
Wasserrettungsstation der Wasserwacht in Moosburg

Je nach Größe und Aufgabenbereich kann eine Wasserrettungsstation mehrere Räume und Bereiche beinhalten.
Kleinere Wachen bestehen nur aus Wach-, Sanitäts- und Geräteraum. Ganz kleine Wachen können auch nur aus einem Wachraum bestehen.

### Der Wachraum
Der Wachraum ist der wichtigste Bereich der Wasserrettungsstation. Von hier aus beobachten die Rettungsschwimmer das Wasser und sorgen so für die Sicherheit der Badegäste.
In vielen Fällen ist der Wachraum auch gleichzeitig Funkraum, so dass in ihm alle Informationen aus dem Wachgebiet und je nach Funkausrüstung auch von darüber hinaus zusammenlaufen. Der Wachleiter koordiniert von hier aus die Einsätze und organisiert den Wachdienst.
Besitzt die Wasserrettungsstation ein Boot oder Fahrzeug, hält sich im Wachraum meist auch die Bootsbesatzung auf, um im Einsatzfall sofort eingreifen zu können.

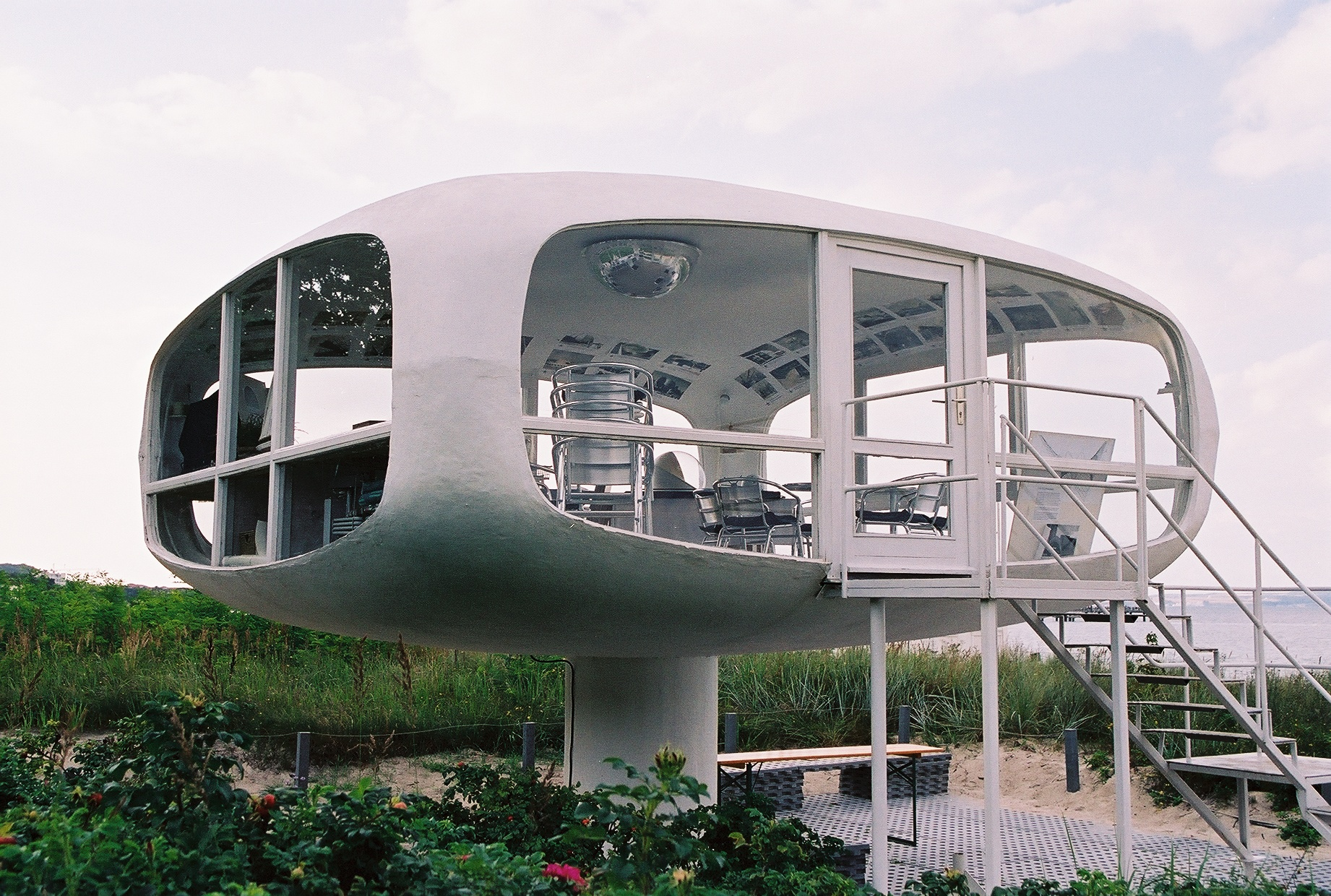
Ehemaliger Wachturm an der Ostsee (Binz auf Rügen)

### Weitere Räume
Größere Wachen, die vor allem an den Küsten von Nord- und Ostsee anzutreffen sind, können zusätzlich zu den oben genannten Räumen noch einen eigenen Funkraum und/oder ein Wachleiterbüro besitzen, die räumlich vom Wachraum getrennt sind. Häufig findet man dort auch Küche, Schlaf- und Sanitärräume, da diese Wasserrettungsstationen oft die Unterkunft der Rettungsschwimmer für die Dauer ihres Aufenthalts sind. Für kleinere und größere Reparaturen am eingesetzten Material stehen einigen Stationen zusätzlich ein Werkstattraum und ggf. Garagen für Fahrzeuge zur Verfügung.

## Personal
Eine Wasserrettungsstation ist je nach Wetterlage, Personallage, Aufgabenbereich und Größe folgendermaßen besetzt:
Sie benötigt immer einen Wachleiter und einen Stellvertreter. Besitzt die Wasserrettungsstation ein Rettungsboot oder -kraftfahrzeug, sollten der Bootsführer/Kraftfahrer und die jeweilige Besatzung anwesend sein. Wenn vorhanden, kann sich auch ein Rettungstauchtrupp auf der Station aufhalten.
Auf größeren Stationen mit eigenem Funkraum ist immer ein Sprechfunker anwesend. Auf kleineren Stationen übernimmt diese Aufgabe meistens der Wachleiter. Den Großteil der Mitarbeiter auf einer Wasserrettungsstation machen die Rettungsschwimmer aus.

### Zuständigkeiten und Weisungsbefugnisse

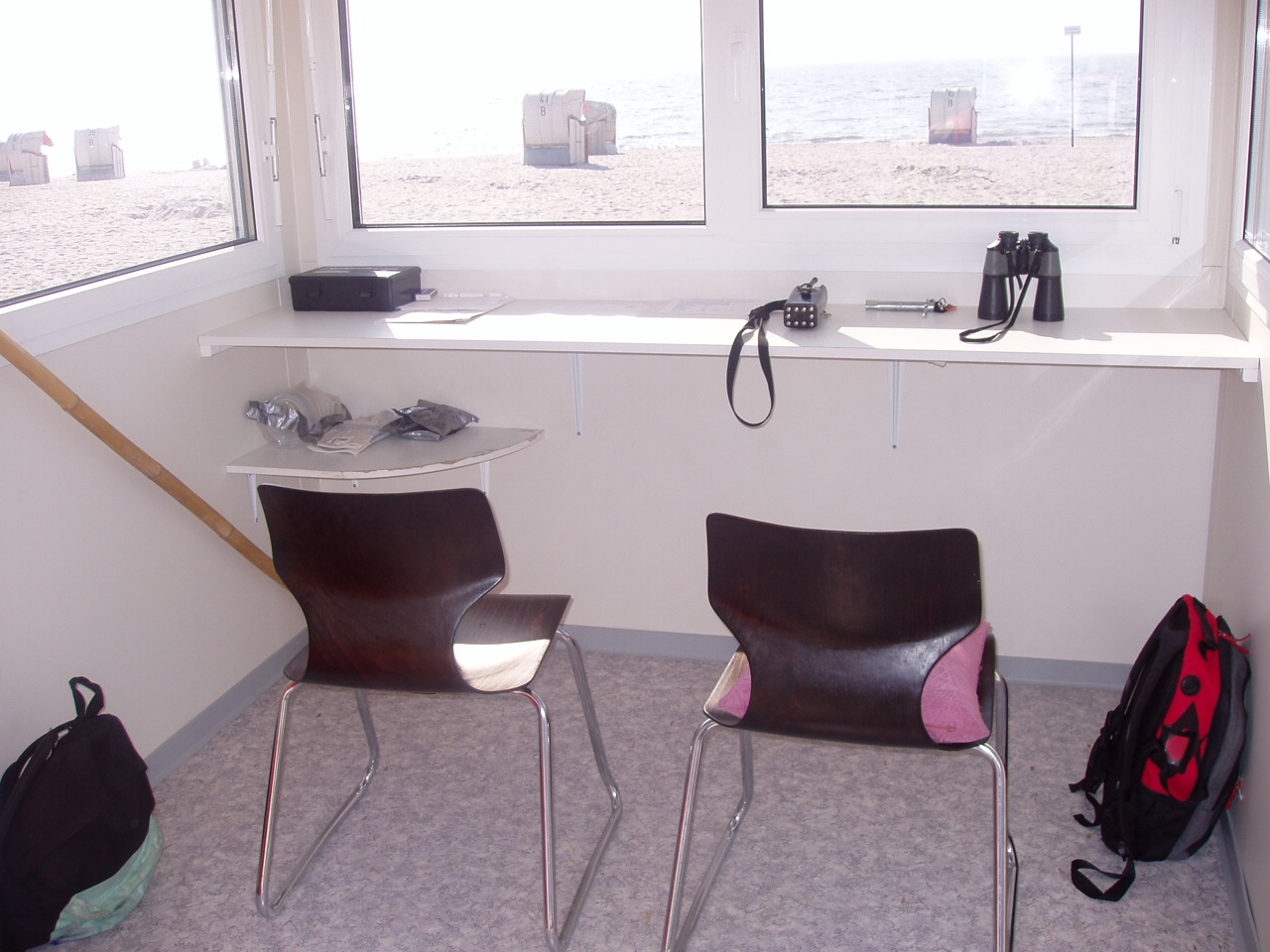
Innenansicht eines Wachturms mit EH-Kasten, Fernglas und Funkgerät

- Der Wachleiter ist gegenüber allen Einheiten einer Wasserrettungsstation weisungsbefugt. In Einzelfällen kann bei Einsätzen der Wachleiter von einem Einsatzleiter Wasserrettung (EL WR) abgelöst werden. Er ist Garant im Rahmen der Tätigkeit im Wasserrettungsdienst (Garantenpflicht). Er ist Repräsentant der Wasserrettungsorganisation und Hausherr in der Wasserrettungsstation und trägt die Verantwortung über die im Einsatz befindlichen minderjährigen Rettungsschwimmer bzw. Wasserretter. Auf der Station ist er unter anderem auch für die Einteilung des Personals, die Organisation des Dienstablaufs und das Material zuständig.
- Der Bootsführer trägt die Verantwortung für das ihm zugewiesene Motorrettungsboot und dessen Besatzung (Bootsgast). Er hat den Weisungen des Wachleiters Folge zu leisten, solange eine Gefahr für Boot und Besatzung ausgeschlossen ist. Im Einsatzfall leistet er mit seinem Boot schnell und mit geringer Eigengefährdung der Einsatzkräfte Hilfe.
- Der Taucheinsatzführer (TaEF) trägt die Verantwortung über einen oder mehrere Tauchtrupps. Er alleine fällt die Entscheidungen über den Taucheinsatz sowie dessen Durchführung und ist nur dem Wachleiter bzw. Einsatzleiter unterstellt. Allerdings entscheidet jeder Einsatztaucher für sich selbst, ob er zum Tauchen zur Verfügung steht.
- Rettungsschwimmer bilden den Hauptteil des Personals. Aufgabe der eingesetzten Rettungsschwimmer ist es, die Badegäste durch Aufklärung und Prävention vor Gefahren zu bewahren. Sie leisten Hilfe bei Notfällen im und am Wasser und betreuen hilfsbedürftige Personen und Verletzte. Sie sind gegenüber Dritten (Badegästen) nicht weisungsbefugt und dem Wachleiter unterstellt.

## Dienstbetrieb

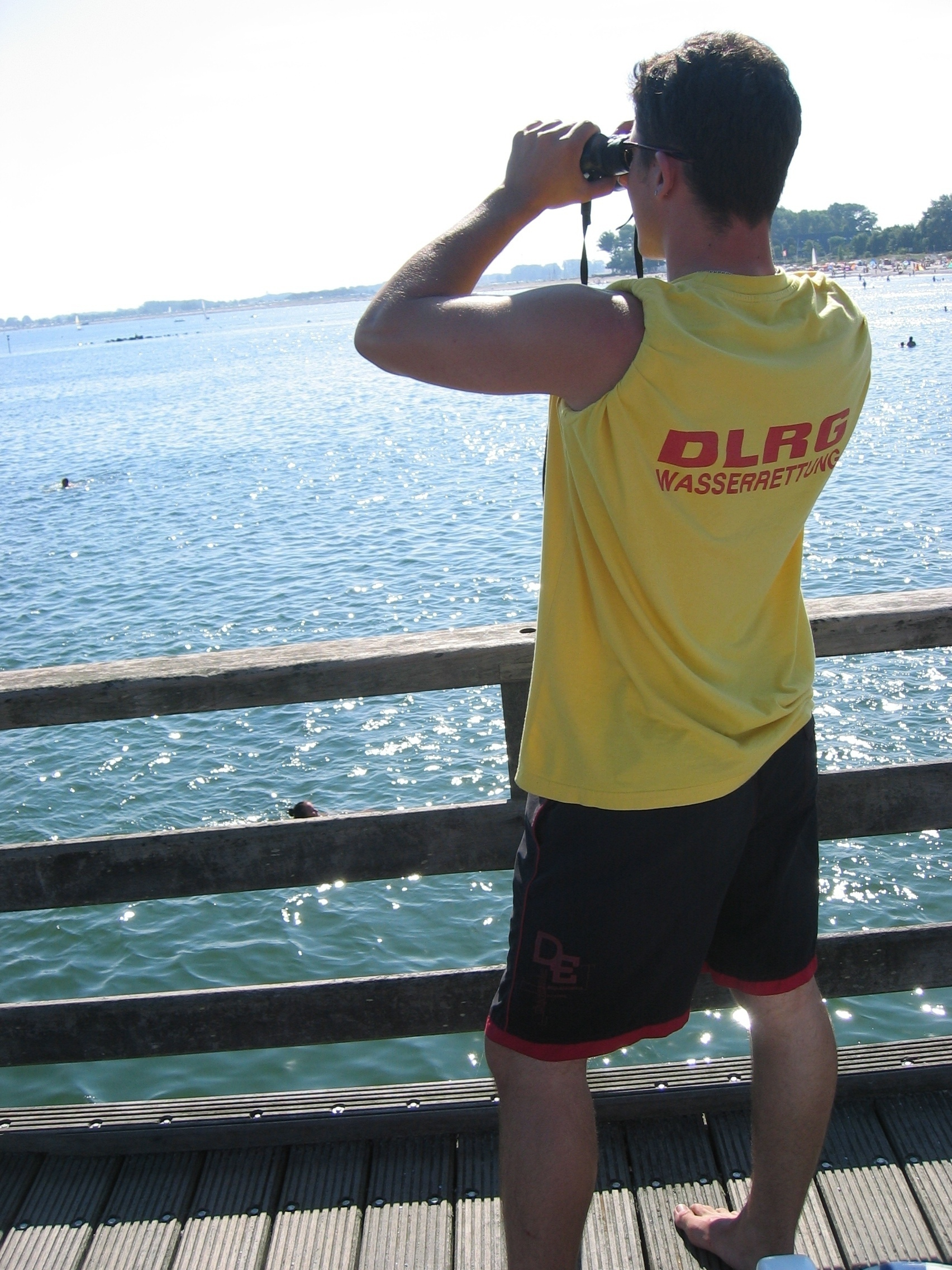
Rettungsschwimmer im Dienst

Die Wasserrettungsstationen an Nord- und Ostsee sind in der Hauptsaison an sieben Tagen der Woche von 9 bis 18 Uhr besetzt. Wasserrettungsstationen an Binnenseen, Schwimmbädern oder Flüssen werden häufig nur am Wochenende oder zu bestimmten Zeiten besetzt, weil in der Woche die Mitglieder der betreibenden Ortsgruppe selbst arbeiten müssen. Allerdings sind einige dieser Stationen auch im Winter besetzt, um bei zugefrorenen Seen usw. für die Sicherheit der Wintersportler zu sorgen. Der Dienstbetrieb läuft auf allen Stationen ähnlich ab. Der Dienst beginnt mit dem Hissen der Flagge der jeweiligen Organisation (DLRG Adler, Wasserwachtzeichen) und der rot-gelben Flagge, die deutlich macht, dass die Wasserrettungsstation besetzt und einsatzbereit ist. Bei Stationen, die das internationale Kennzeichnungssystem noch nicht umgesetzt haben, kann dies auch nur das jeweilige Zeichen sein.
Bei größeren Stationen mit Außentürmen gibt es meistens eine Dienstbesprechung, bei der die einzelnen Posten verteilt werden. Danach werden die Türme besetzt und auch dort die Flaggen gehisst. An Stationen mit Booten oder anderen Wasserfahrzeugen werden diese von den Besatzungen zu Wasser gelassen oder aus dem Hafen geholt. Ist ein Turm oder Fahrzeug einsatzbereit, meldet die Besatzung sich bei der Hauptwache als einsatzklar an.
Während des Dienstes koordiniert die Hauptwache die Aktivitäten der Einsatzkräfte im Wachgebiet über Funk bzw. Telefon; das heißt, sie schickt Rettungsschwimmer auf Streife oder als Verstärkung zu einem anderen Turm oder koordiniert die Aktivitäten der Boote und Taucher. Die einzelnen Einsatzkräfte verbringen den Tag weitgehend auf ihrer Station und verlassen diese nur selten, um etwas zu essen, eine Streife am Gewässer entlang durchzuführen oder Hilfe zu leisten (Erste Hilfe, Rettung usw.).
Bei Dienstende werden die Wasserfahrzeuge wieder in den Hafen oder an Land gebracht und die Flaggen werden eingeholt, um zu zeigen, dass die Station nicht mehr einsatzbereit ist. Die einzelnen Türme melden sich bei der Hauptwache als nicht mehr einsatzklar ab. Der Dienst endet mit einer Dienstbesprechung, bei der die Ereignisse des Tages aufbereitet und die Einsätze analysiert werden.

## Wachtürme

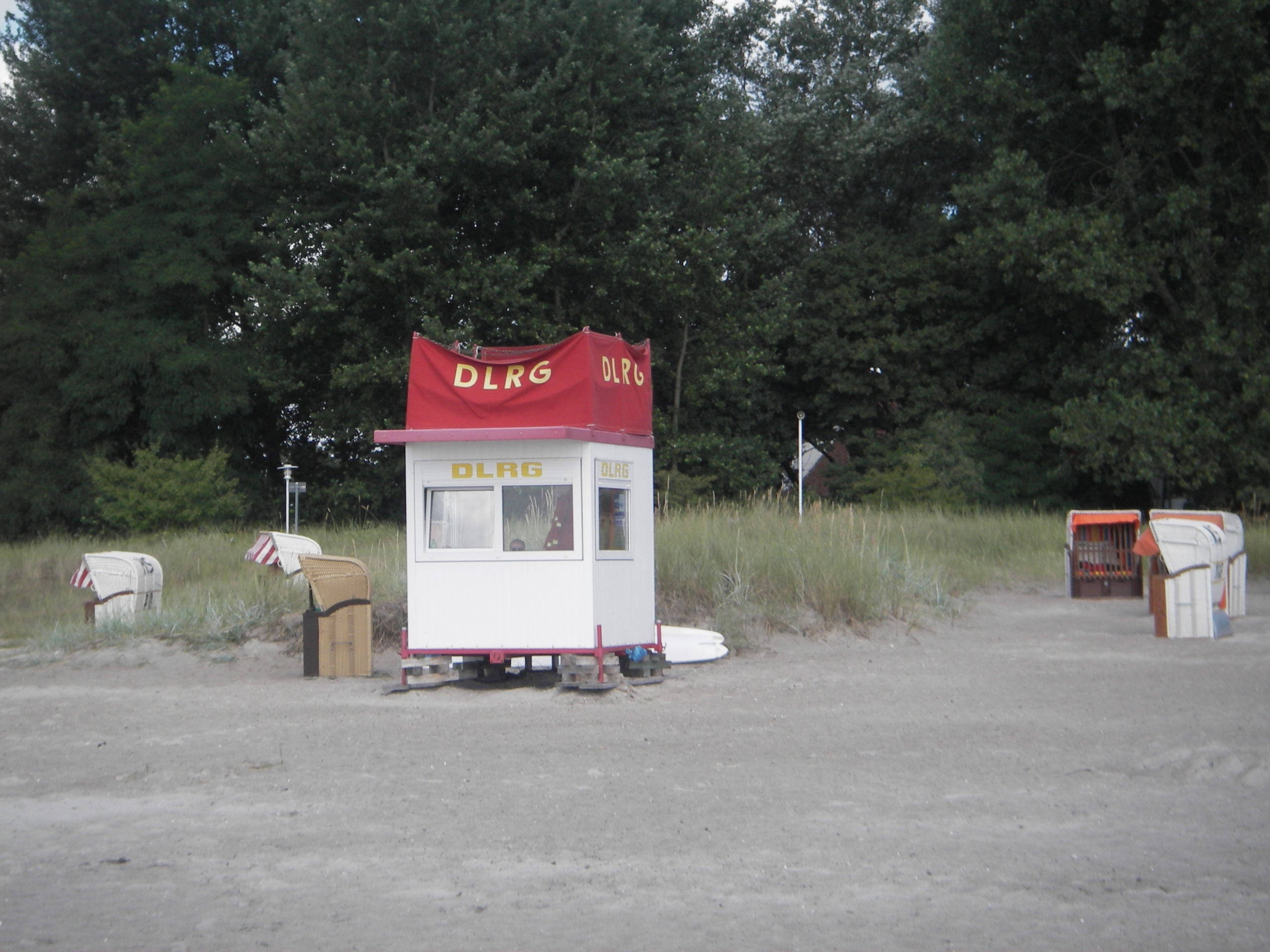
Ein Wachturm der DLRG

Oft sind einer Wasserrettungsstation Wachtürme angegliedert.
Da eine Wasserrettungsstation meistens einen großen Bereich von mehreren Kilometern überwachen muss, aber von einem Punkt aus unmöglich den ganzen Abschnitt überwachen kann, befinden sich in regelmäßigen Abständen von der Hauptwache entfernt Wachtürme.
Diese stehen meist erhöht, dicht am Wasser und sind mit bis zu drei oder je nach Größe mehr Rettungsschwimmern besetzt.
Ausgerüstet sind sie meistens mit Wasserrettungsmitteln und einer Erste-Hilfe-Ausrüstung. Die Rettungsschwimmer gehen von dort schnell in den Einsatz und behandeln kleinere Erste-Hilfe-Fälle direkt am Turm. Sie sind über Funk und/oder Telefon mit der Hauptwache verbunden, um bei größeren Unfällen schnell Hilfe anfordern zu können. Je nach Absprache mit der Hauptwache können die Rettungsschwimmer vom Wachturm aus auch autonom in den Einsatz gehen.

## Flaggen

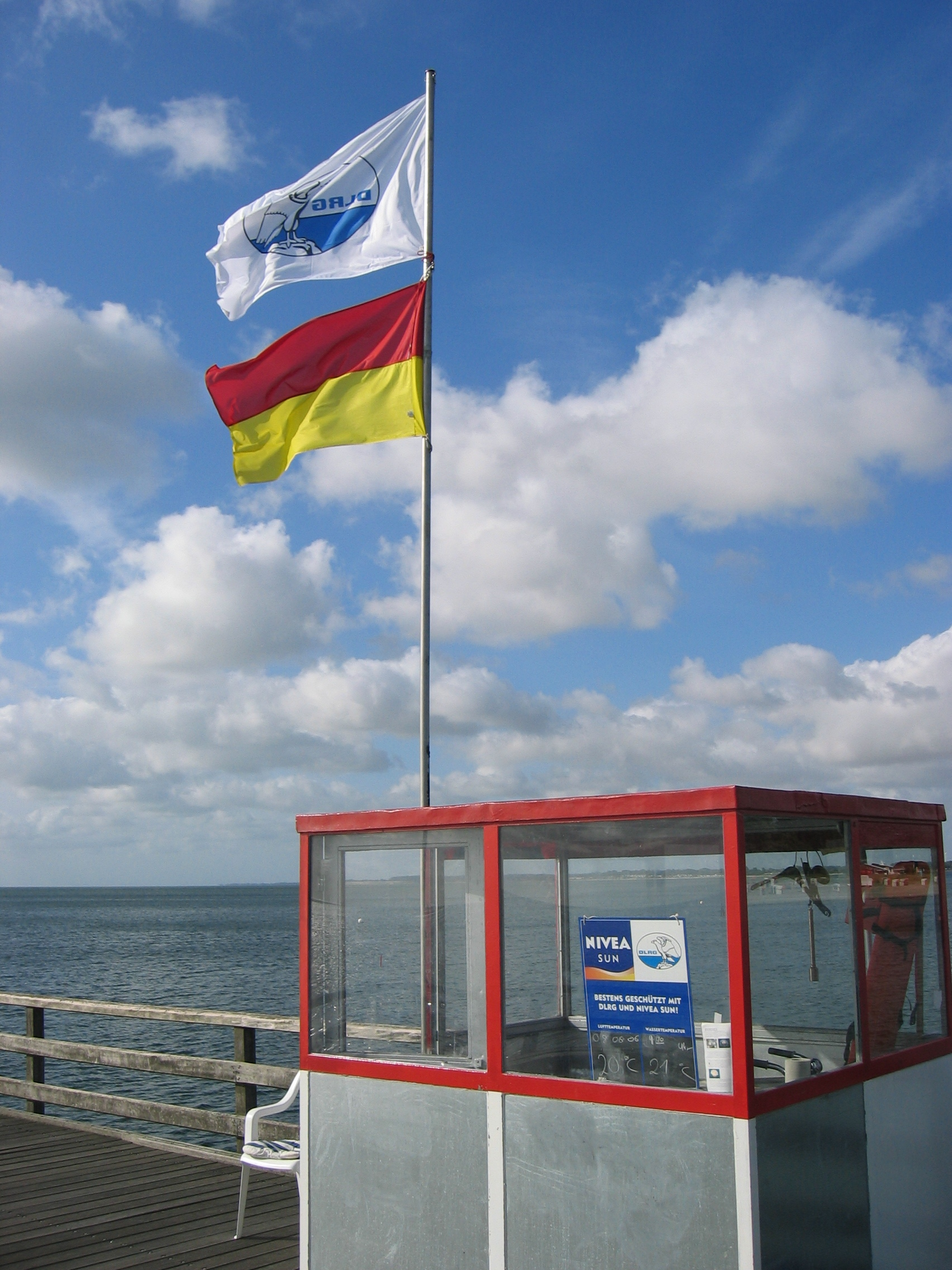
Wasserrettung im Dienst

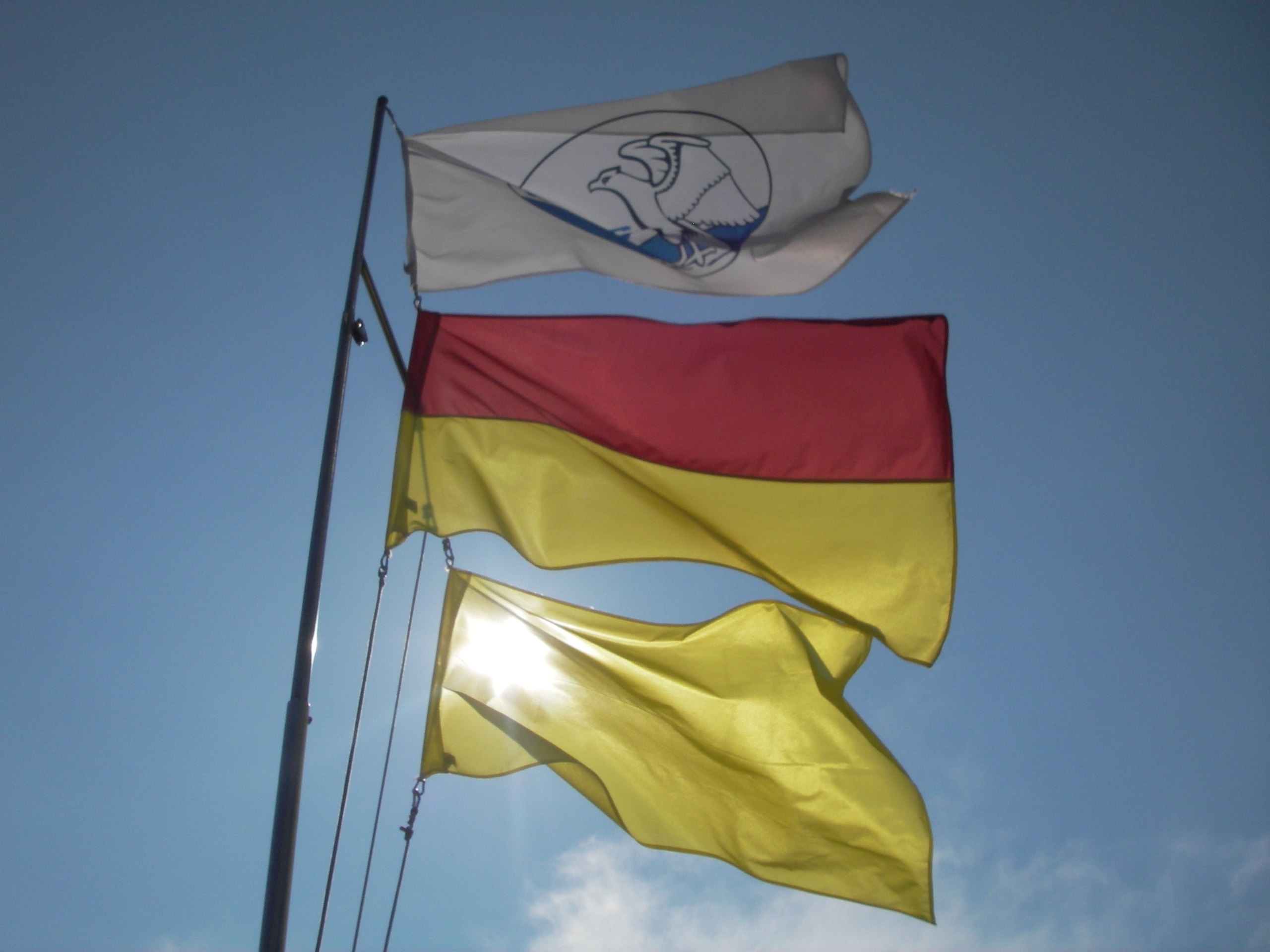
Eine einsatzbereite Wasserrettungsstation, an deren Strandabschnitt das Baden gefährlich ist

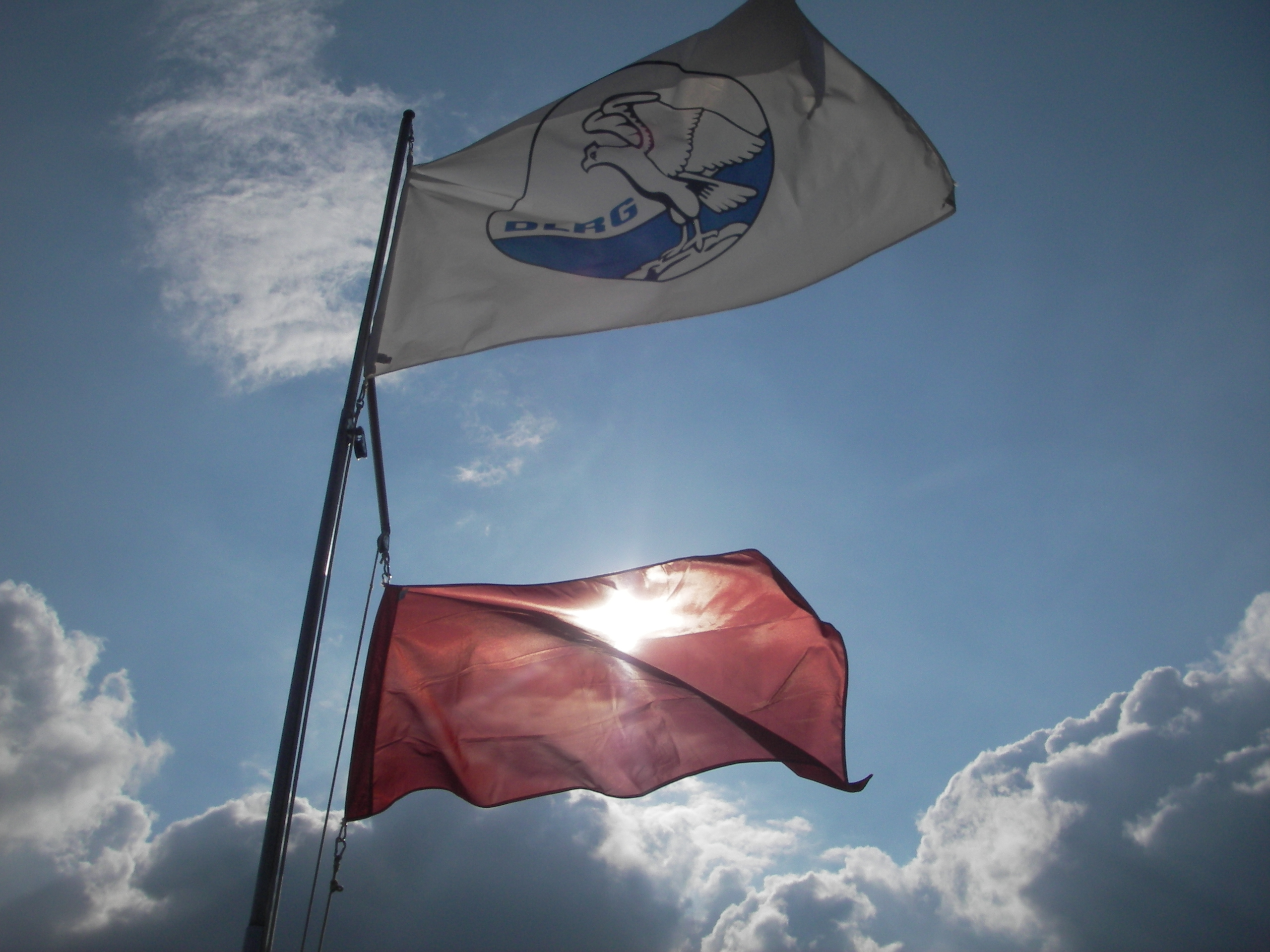
Baden verboten

Um Badegästen und Strandbesuchern auf weite Entfernung die wichtigsten Informationen über das Gewässer zu vermitteln, werden an vielen Wasserrettungsstationen und zugehörigen Wachtürmen Flaggen gesetzt. Viele Wasserrettungsorganisationen verwenden dazu ein einheitliches, seit 2008 weltweit durch die ISO genormtes Kennzeichnungssystem.
Nach diesem wird ein gekennzeichnetes Badegebiet, das von Rettungsschwimmern bewacht wird, durch Hissen einer rot-gelben Wasserrettungsflagge signalisiert. Zusätzlich kann eine Vereinsflagge (z. B. der DLRG Adler oder das Wasserwachtszeichen) gehisst werden.
Wenn die gelb-rote Flagge direkt am Wasser aufgestellt ist, begrenzt sie das Badegebiet.
Dass Baden und Schwimmen gefährlich und schwimmen für ungeübte Schwimmer, Kinder und älteren Personen verboten ist, wird durch die obigen Flaggen und einer zusätzlich rein gelben Flagge angezeigt.
Baden und Schwimmen generell verboten wird durch eine rein rote Flagge angezeigt.
Zur Verdeutlichung können hier alle anderen Flaggen eingeholt werden.
Eine schwarz-weiß geviertelte Positionsflagge gibt einen Strandabschnitt zur Nutzung mit Wassersportgeräten (Jetskis usw.) frei. Hier ist Schwimmen verboten.
Um Strandbesucher und Schwimmer direkt auf eine Gefahr aufmerksam zu machen oder ihnen Hinweise zu geben (z. B. Vermisstenmeldung, Gefahr), benutzen die Rettungsschwimmer außerdem noch die Trillerpfeife, um Aufmerksamkeit zu erwecken oder das Megafon, um über weite Strecken, zum Beispiel mit Booten, zu kommunizieren.
An einigen Stränden von Nord- und Ostsee gibt es auch eine Lautsprecheranlage, mit der sich der gesamte Strand beschallen lässt.

## Geschichte
Die erste europäische Wasserrettungsstation nahm 1767 in Amsterdam ihren Dienst auf. Bereits ein Jahr später, 1768, wurde die erste deutsche Wasserrettungsstation durch die Hamburgische Gesellschaft zur Rettung Ertrunkener in Hamburg in Betrieb genommen. Nach und nach wurden in Deutschland weitere Stationen eingerichtet, besonders nach der Gründung der Wasserwacht im Jahre 1883 und der Deutschen Lebens-Rettungs-Gesellschaft im Jahr 1913 wurde an den deutschen Binnengewässern und an der Küste immer mehr Stationen aufgebaut.

## Zahlen
Die DLRG betreibt in Deutschland ca. 1.050 feste und ca. 700 mobile Wasserrettungsstationen.
Die Wasserwacht betreibt allein in Bayern 2.260 Stationen, davon:
- 358 an Seen
- 88 an Flüssen und sonstigen Standorten
- 1814 in Hallen- und Freibädern[3]